# Корнеево (Калужская область)
Корнеево — деревня в Медынском районе Калужской области России. Входит в состав сельского поселения «Деревня Михальчуково».

## История
В 1965 г. Указом Президиума ВС РСФСР деревня Шелаево переименована в Корнеево, в память о Герое Советского Союза Корнееве Иване Александровиче.

## Население
| 2002 | 2010 |
| ---- | ---- |
| 16   | ↗21  |